# Шацька волость
Шацька волость — адміністративно-територіальна одиниця Володимир-Волинського повіту Волинської губернії Російської імперії та Української держави. Волосний центр — село Шацьк. 
Станом на 1885 рік складалася з 13 поселень, 7 сільських громад. Населення — 6284 осіб (3151 чоловічої статі та 3133 — жіночої), 866 дворових господарств.
|                     | Площа, десятин | У тому числі орної, дес. |
| ------------------- | -------------- | ------------------------ |
| Сільських громад    | 13408          | 4104                     |
| Приватної власності | 3674           | 189                      |
| Казенної власності  | 621            | 26                       |
| Іншої власності     | 335            | 134                      |
| Загалом             | 18038          | 4458                     |

Основні поселення волості:
- Шацьк — колишнє державне село при озері Лицемир за 92 версти від повітового міста, волосне правління, 1992 особи, 287 дворів, православна церква, школа, поштова станція, 2 постоялих будинки.
- Бутмер — колишнє державне село при річці Прип'ять, 516 осіб, 50 дворів, постоялий будинок.
- Кропивники — колишнє державне село, 280 осіб, 36 дворів, школа.
- Світязь — колишнє державне село при озері Світязь, 2219 осіб, 350 дворів[2], православна церква, школа, постоялий будинок.
- Мельники — колишнє власницьке село при озерах Кримне та Пісочне, 593 особи, 71 двір, постоялий будинок.

## Під владою Польщі
18 березня 1921 року Західна Волинь відійшла до складу Польщі. Волость продовжувала існувати як ґміна Шацьк Любомльського повіту Волинського воєводства в колишніх межах. 
На 1936 рік ґміна складалася з 13 громад:
1. Бутмер — село: Бутмер та хутори: Острів, Посертуха і Залипове;
2. Хомичі — село: Хомичі;
3. Голядин — село: Голядин;
4. Кропивники — село: Кропивники та лісничівка: Гута;
5. Мельник — село: Мельник та хутори: Лапів-Гора і Пісочний-Ліс;
6. Пехи — село: Пехи;
7. Плоске — село: Плоске;
8. Положеве — село: Положеве та лісничівка: Лужне;
9. Смоляри — село: Смоляри та лісничівка: Козятник;
10. Самійличі — село: Самійличі;
11. Світязь — село: Світязь та хутори: Грабове, Ніж, Підманеве, Верхи, Високе, Вишрове, Жидова-Гора і Гушів;
12. Шацьк — село: Шацьк, хутори: Хороми, Городище і Кописть, гаївка: Муравське та лісничівка: Сушник;
13. Вілиця — село: Вілиця та хутір: Підгрядне.

Після радянської анексії західноукраїнських земель ґміна ліквідована у зв'язку з утворенням Шацького району.